# Corey Taylor
Corey Todd Taylor (Des Moines, Iowa, 1973. december 8.) a Slipknot metalzenekar énekese, és a Stone Sour hard rock együttes alapító tagja.

## Magánélete
Corey Taylor 1973. december 8-án született, Des Moines-ban, Iowában. Édesanyja egyedül nevelte fel őket két fiatalabb testvérével együtt. Taylor úgy nőtt fel, hogy nem ismerte az édesapját. Apja a születésekor elhagyta őket, az anyja pedig úgy döntött, hogy kihagyja Corey életéből az apját. A Slipknot Eyeless című dalának szövege Corey apjához szól, hogy mekkora fájdalom volt számára, hogy nélküle kellett felnőnie. Édesapjával három évtizeddel később, 2005. március 28-án ismerkedett meg, és azóta jó kapcsolatot ápolnak.
Corey 2004 márciusában vette feleségül a menyasszonyát, Scarlett Stone-t, akivel akkor már volt egy másfél éves fiuk (Griffin). Taylornak három gyermeke van: Griffin és Aravis, valamint egy korábbi kapcsolatából egy lány, Angeline. Taylor 2007-ben elvált első feleségétől, majd 2009 őszén újra megházasodott, Stephanie Lubyt vette el. 2017 decemberében Twitter-oldalán kiposztolta új kapcsolatának kezdetét Alicia Dove-val aki a Cherrybombs egyik tagja.
Taylornak komoly alkoholproblémái voltak. Alkohol hatása alatt többször próbált meg öngyilkosságot elkövetni. 2003. november 14-én, éjjel a Sunset Boulevardon lévő Hyatt szálloda egyik nyolcadik emeleti erkélyéről próbált meg leugrani, de a feleségének sikerült lebeszélnie róla. Scarlett kész tények elé állította: vagy leszokik az alkoholról, és megpróbál apaként, férjként viselkedni, vagy elhagyja a gyerekeivel együtt. Ezután külön költöztek. Taylor egy év alatt szokott le az alkoholról, majd visszatért a családjához.
2004 szeptemberében egy rádióműsor okozott kisebb pánikot a rajongók körében, mikor híresztelni kezdték, hogy Taylor meghalt. Előbb azt állították, hogy túladagolta magát, majd később autóbalesetre módosították a sztorit. A Taylor házánál összegyűlt tömeget magának az énekesnek kellett megnyugtatnia.

## Zenei pályafutása
Corey Taylor énekes 1992-ben alapította meg Des Moines-ban a Stone Sour zenekart Joel Ekman dobossal. Állandó tagcserék mellett koncerteztek klubokban és bárokban. Két demót készítettek (1992-ben és 1994-ben), majd 1997-ben Corey átigazolt a Slipknotba, akik akkor már túl voltak első saját kiadású lemezükön (Mate. Feed. Kill. Repeat.). Joey Jordison dobos, Shawn Crahan perkás és Mick Thomson gitáros kereste meg Taylort, aki akkoriban a The Adult Emporium nevű szexboltban dolgozott.
Taylort a dallamos énekhangja miatt kérték fel, de énekstílusához a tiszta énekhang mellett hozzátartozik a rappelés, a suttogás, a hörgés is. Taylor első koncertje a Slipknot énekeseként 1997. augusztus 22-én volt. Ezen az első fellépésen még nem viselt maszkot (ami a Slipknot egyik jellegzetes külsősége), de egy hónappal később a következő koncerten már abban a maszkban állt színpadra, amit aztán az 1999-es Slipknot albumról az egész világ megismerhetett. Ez a lemez tette népszerűvé az együttest világszerte, és platinalemezek sorát készítették el a következő években. A 2008-as All Hope Is Gone a Billboard 200-as lista élére került. 2009-ben megvalósult Corey Taylor egyik nagy álma, amikor a Slipknot volt a Download fesztivál főzenekara, és 120.000 ember tombolt a koncertjükön.
2002-ben Taylor a Slipknot mellett újraindította eredeti csapatát a Stone Sourt is, James Root (Slipknot) gitárossal, aki az utolsó években a Stone Sournak is tagja volt. Első albumuk még abban az évben megjelent, majd négy évvel később, 2006-ban a nagy sikert aratott Come What(ever) May című második nagylemez is elkészült. Corey állítása szerint mindkét együttes ugyanolyan fontos számára: míg a Slipknotban a személyisége sötét oldala mutatkozik meg, addig a Stone Sour azt nyújtja neki, amit a Slipknottól nem kaphat meg. Mindkét együttesében rengeteg dalt ír, zenét és szöveget egyaránt. A Stone Sourban az éneklés mellett időnként gitározik is.
2009 januárjában felmerült, hogy Corey Taylor egy szólóalbumot tervez, de a Junk Beer Kidnap Band elnevezésű szólózenekarával eddig csak klubkoncerteken és fesztiválokon volt hallható, stúdiófelvételük egyelőre nem készült. Emellett Taylornak van egy Dum Fux nevű feldolgozás-zenekara is, akikkel az 1970-es évek punk, és a 80-as évek "haj metál" zenéjét játsszák.
Taylor sok zenekar lemezén szerepelt vendégként. Ezek közül az Apocalyptica, a Soulfly és a Damageplan egy-egy dalában való közreműködése a legismertebb. 2007 júniusában az énekes nélkül maradt Anthraxszel dolgozott együtt a zenekar készülő, Worship Music című albumán, de a közös projektnek végül nem lett kézzelfogható eredménye. Corey elmondása szerint a Roadrunner Records (a Slipknot lemezkiadója) akadályozta meg a további munkát az Anthraxszel.